# Sulfadiazină argentică
Sulfadiazina argentică este un antibiotic din clasa sulfamidelor care este utilizat topic în tratamentul infecțiilor bacteriene ale plăgilor și arsurilor. Nu este recomandat femeilor însărcinate și nici copiilor cu vârsta sub două luni.
Sulfadiazina argentică a fost descoperită în anii 1960. Se află pe lista medicamentelor esențiale ale Organizației Mondiale a Sănătății.